# Hauya heydeana
Hauya heydeana là một loài thực vật có hoa trong họ Anh thảo chiều. Loài này được Donn. Sm. mô tả khoa học đầu tiên năm 1893.

## Hình ảnh

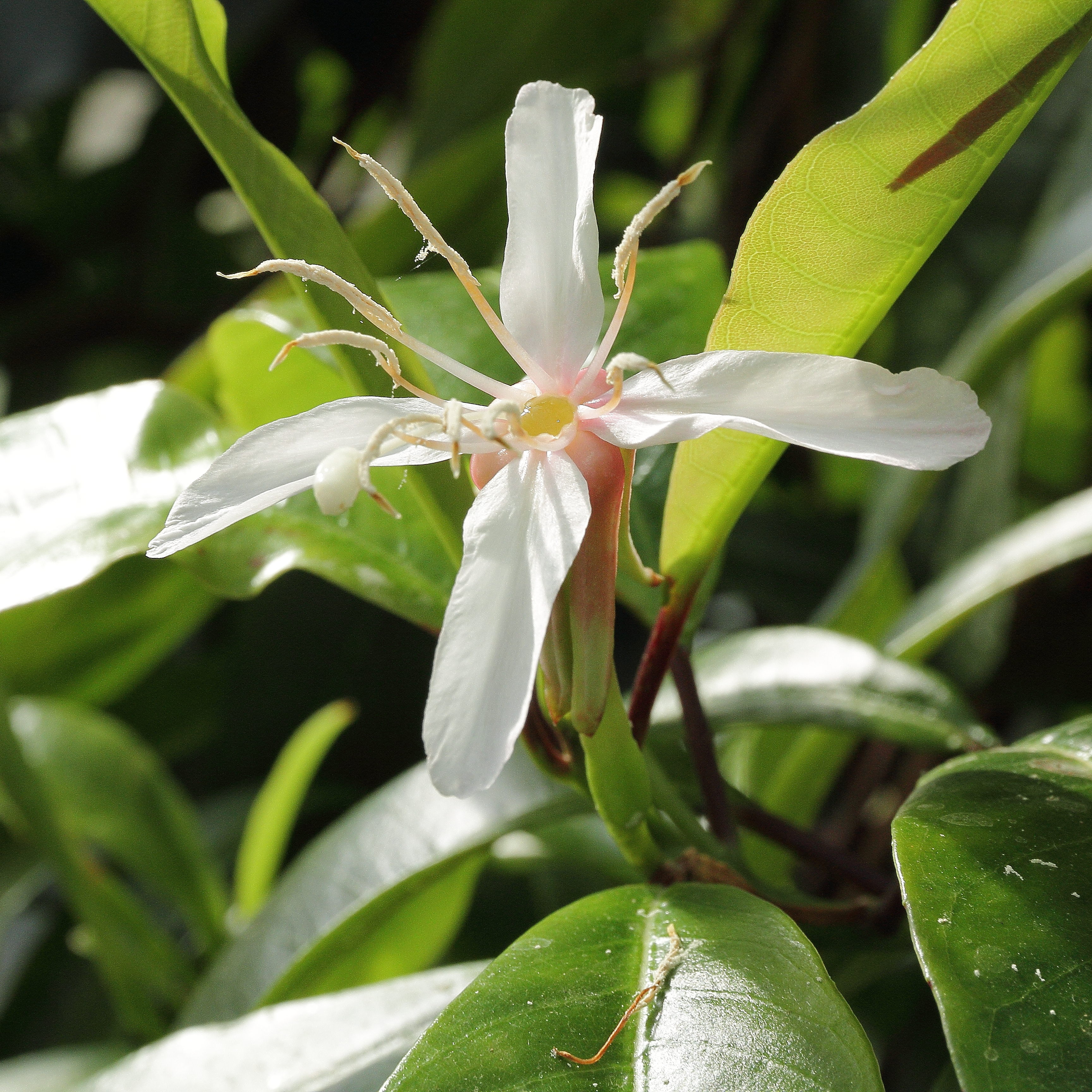
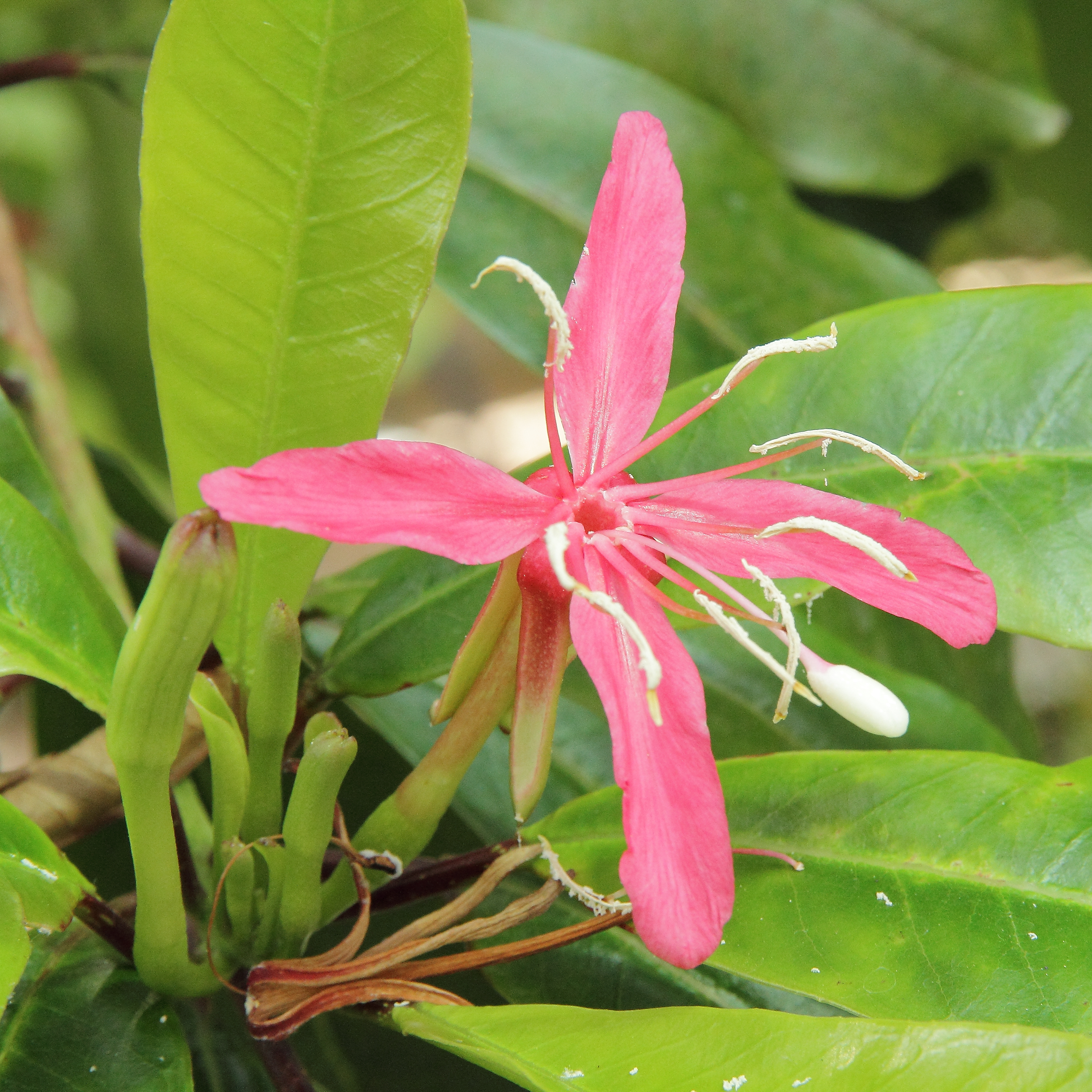
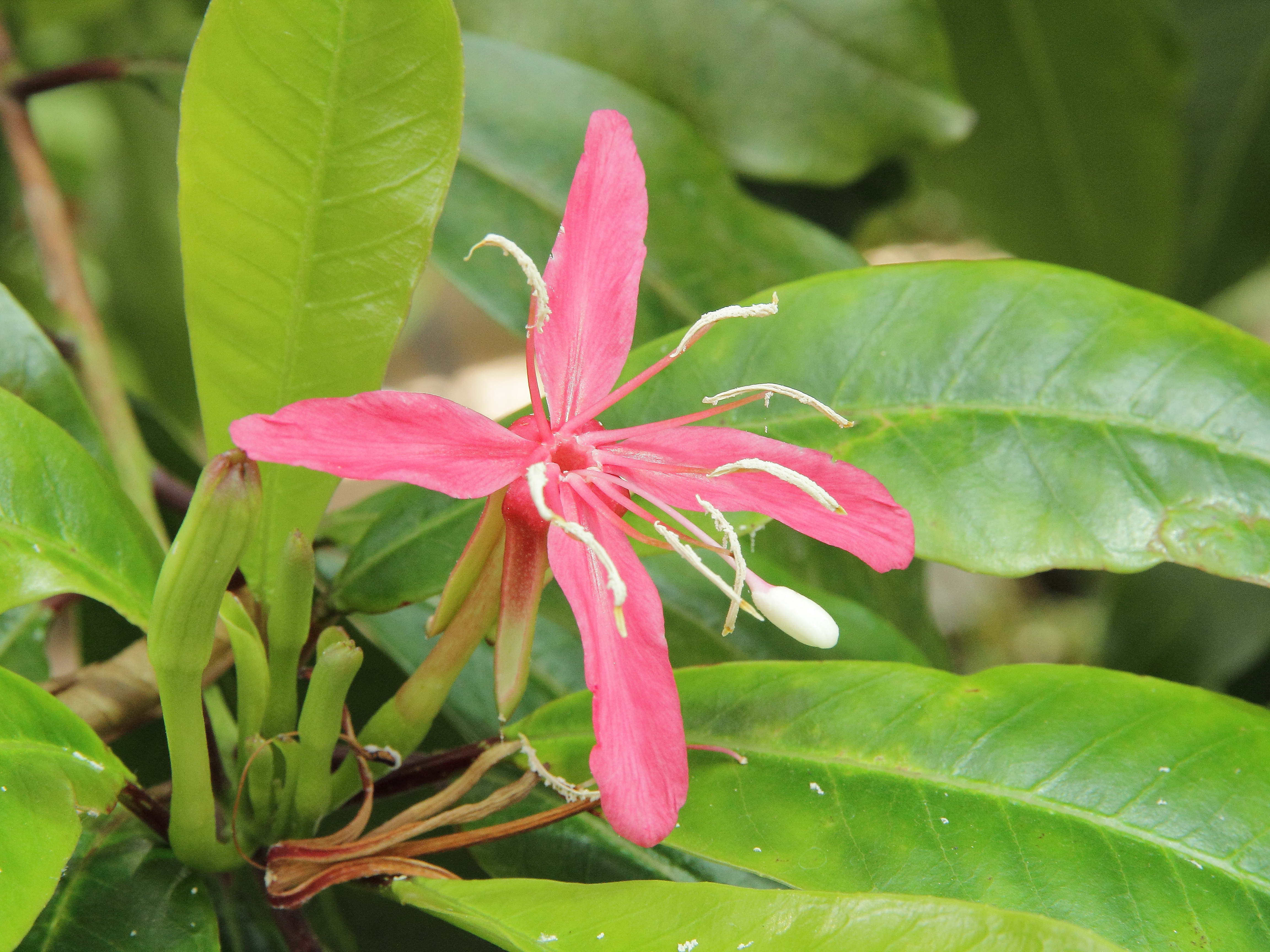
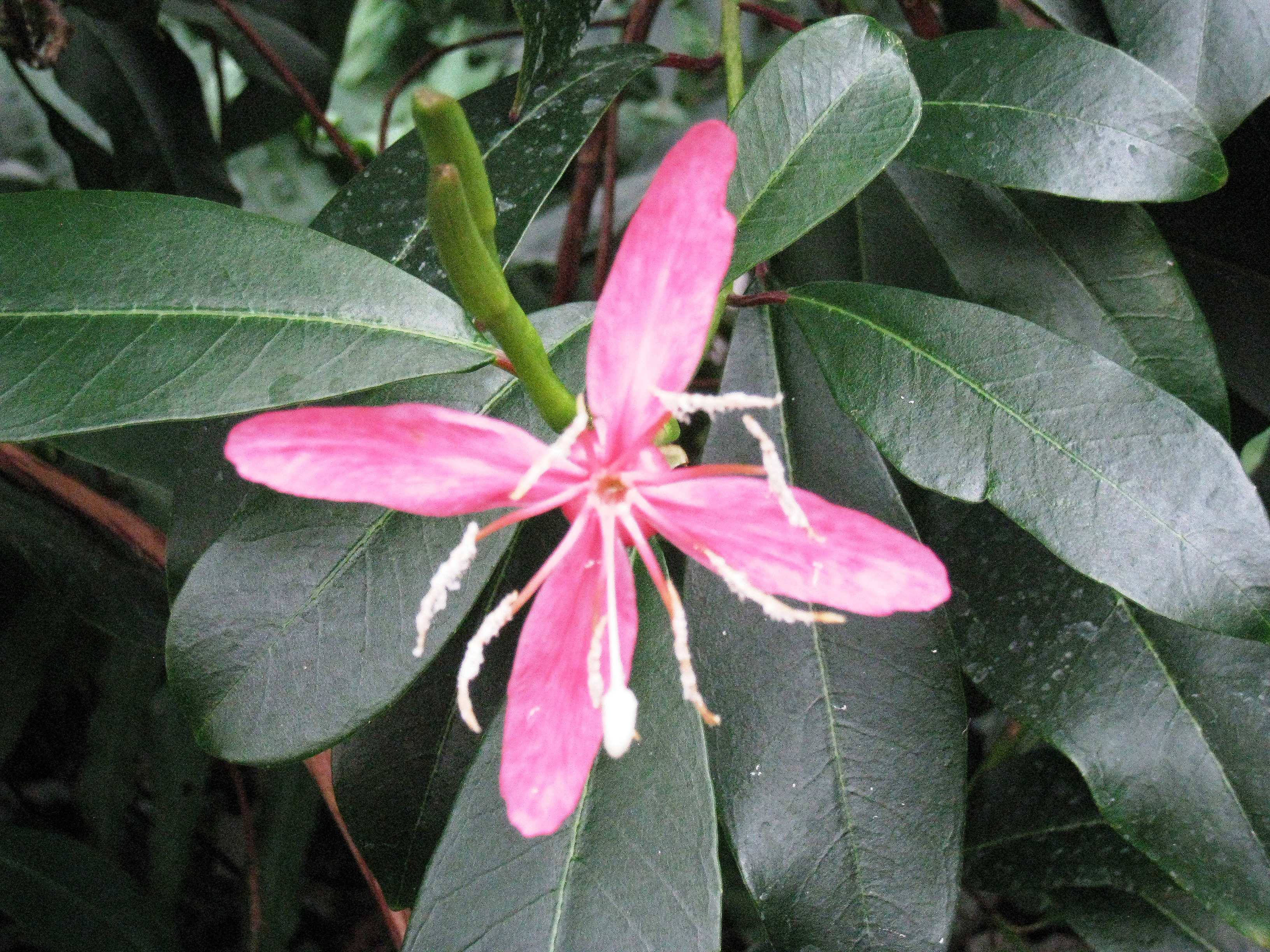